# Maria Abakoemova

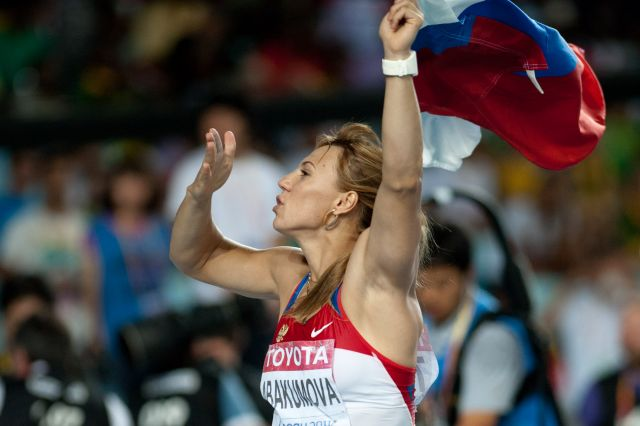
Viert haar overwinning op de WK van 2011, Daegu.

Maria Vasiljevna Abakoemova (Russisch: Мари́я Васи́льевна Абаку́мова) (Stavropol, 15 januari 1986) is een Russische voormalige atlete, die was gespecialiseerd in het speerwerpen. Ze werd wereldkampioene, nationaal kampioene en Europees jeugdkampioene in deze discipline. Bovendien nam zij tweemaal deel aan de Olympische Spelen en veroverde bij die gelegenheden eenmaal een zilveren medaille. In 2016 werden haar de zilveren olympische medaille en de wereldtitel ontnomen vanwege dopinggebruik.

## Biografie

### Eerste successen bij de jeugd
Haar eerste grote succes boekte Abakoemova in 2005 met het winnen van het speerwerpen op de Europese jeugdkampioenschappen in Kaunas. Twee jaar eerder was zij op de WK voor B-junioren in het Canadese Sherbrooke met een vierde plaats net buiten de medailles gevallen.

### Zilver op OS
In 2007 werd Maria Abakoemova zevende op het wereldkampioenschappen in Osaka. Een jaar later won ze op de Olympische Spelen in Peking een zilveren medaille. Met een persoonlijk record van 70,78 m eindigde ze achter de Tsjechische Barbora Špotáková (goud; 71,42) en voor de Duitse Christina Obergföll (brons; 66,13). Met deze afstand verbeterde ze zowel het Europese record van Christina Obergföll als het acht jaar oude Russische record van Tatjana Sjikolenko. Het Europese record werd echter in de laatste ronde weer verbeterd door winnares Barbora Špotáková.

### Wereldkampioene
In 2009 behaalde Abakoemova met een beste worp van 66,06 een bronzen medaille op de WK in Berlijn. Twee jaar later zette zij de kroon op haar carrière door met een worp van 71,99 de titel naar zich toe te halen tijdens de WK in Daegu. Ze bleef haar rivale Barbora Špotáková 41 centimeter voor.
Op de Olympische Spelen van 2012 in Londen stelde ze echter teleur. Terwijl Špotáková net als in Peking de gouden medaille voor zich opeiste, kwam Abakoemova in de finale niet verder dan 59,34, goed voor een tiende plaats.
In 2013 was Maria Abakoemova vast van plan om op de WK in eigen huis haar wereldtitel te verdedigen, te meer omdat rivale Barbora Špotáková het jaar oversloeg en zich voorbereidde op het moederschap. Ze begon het jaar dan ook uitstekend door al in maart met de speer tot 69,34 te komen. Vervolgens leed zij in de Diamond league serie enkele nederlagen tegen Christina Obergföll, maar in juli wierp zij zich op de universiade in Kazan met 65,12 naar het goud.
In Moskou leken de zaken aanvankelijk naar wens te verlopen, want in de kwalificatie was Abakoemova met 69,09 veruit de beste. Alleen moet je die vorm dan wel in de finale zien vast te houden en dat was nu precies wat de Russische atlete, toen het er op aankwam, niet lukte. Terwijl Christina Obergföll met 69,05 haar beste prestatie van het jaar realiseerde en de Australische Kimberley Mickle met een PR van 66,60 eveneens beter dan ooit voor de dag kwam, bleef Abakoemova deze keer op een afstand van 65,09 hangen en dat leverde haar ten slotte niet meer op dan de bronzen medaille. Op enkele grote wedstrijden daarna liet ze met worpen van in de 68 meter zien, dat ze de kunst nog niet was verleerd en op de ISTAF meeting in Berlijn wierp zij zich met 70,53 zelfs naar de kop van de wereldranglijst van 2013. De wereldtitel was ze echter kwijt.
Abakoemova wordt getraind door Irina Komarova en is aangesloten bij de atletiekclub van het Russische leger.

### Doping
In 2016 werd door middel van hertests van voor de dopingcontrole bewaarde monsters van Abakoemova vastgesteld, dat zij op de Olympische Spelen van 2008 de dopingregels had overtreden. Nadat uit nader onderzoek was gebleken dat zij tot en met 2012 regelmatig doping had gebruikt, werden al haar vanaf 2008 tot en met 2012 behaalde resultaten geschrapt. Dit hield in, dat zij onder meer haar in 2008 veroverde zilveren olympische medaille en haar in 2011 behaalde wereldtitel verloor.

## Titels
- Wereldkampioene speerwerpen - 2011
- Universitair kampioene speerwerpen - 2013
- Russisch kampioene speerwerpen - 2008, 2011, 2012
- Europees jeugdkampioene speerwerpen - 2005

## Persoonlijke records
Outdoor
| Onderdeel   | Prestatie    | Datum            | Plaats |
| ----------- | ------------ | ---------------- | ------ |
| speerwerpen | 71,99 m (NR) | 2 september 2011 | Daegu  |

Indoor
| Onderdeel   | Prestatie | Datum           | Plaats    |
| ----------- | --------- | --------------- | --------- |
| speerwerpen | 62,10 m   | 17 januari 2009 | Krasnodar |

## Palmares

### speerwerpen
Kampioenschappen
- 2003: 4e WK B-jeugd - 51,41 m
- 2005:  EJK - 57,11 m
- 2005:  Europese Wintercup - 59,06 m
- 2005: 7e Europacup - 55,00 m
- 2005: 8e Universiade - 53,48 m
- 2007:  Europese Wintercup - 59,42 m
- 2007: 7e WK - 61,43 m
- 2008:  Europese Wintercup - 62,07 m
- 2008:  OS - 70,78 m
- 2009:  Europese Wintercup - 61,87 m
- 2009:  Europese Teamkamp. - 62,01 m
- 2009:  WK - 66,06 m
- 2009:  Wereldatletiekfinale - 64,60 m
- 2010: 5e EK - 61,46 m
- 2011:  WK - 71,99 m
- 2012: 10e OS - 59,34 m
- 2013:  Europese Wintercup - 69,34 m
- 2013:  Universiade - 65,12 m
- 2013:  WK - 65,09 m (in kwal. 69,09 m)

Diamond League-podiumplaatsen
- 2010:  Qatar Athletic Super Grand Prix - 68,89 m
- 2011:  Eindstand Diamond League
- 2011:  Golden Gala - 65,40 m
- 2011:  Prefontaine Classic - 65,30 m
- 2011:  Meeting Areva - 65,12 m
- 2011:  Weltklasse Zürich - 64,48 m
- 2012:  Qatar Athletic Super Grand Prix - 66,86 m
- 2012:  Athletissima – 65,80 m
- 2013:  Adidas Grand Prix – 64,25 m
- 2013:  Golden Gala – 64,03 m
- 2013:  London Grand Prix – 64,48 m
- 2013:  DN Galan – 68,59 m
- 2013:  Weltklasse Zürich – 68,94 m